# Marsdenia schneideri
Marsdenia schneideri är en oleanderväxtart som beskrevs av Ying Tsiang. Marsdenia schneideri ingår i släktet Marsdenia och familjen oleanderväxter. Inga underarter finns listade i Catalogue of Life.